# Jana Petříková
Jana Petříková (* 21. ledna 1993), rozená Sedláčková, je bývalá česká fotbalistka, obránkyně. Hrála za českou reprezentaci. Za reprezentaci debutovala v roce 2009 proti Belgii. Poslední zápas za reprezentaci odehrála proti Švýcarsku v roce 2021, celkem za reprezentaci odehrála 62 zápasů a vstřelila 5 gólů. Mimo Česko (Sparta Praha) působila na klubové úrovni v Německu (1. FC Lübars, Carl Zeiss Jena).
V Česku hrála za Spartu Praha, s níž hrála Ligu mistrů.